# Finale della Coppa CERS 2016-2017
La finale della 37ª edizione della Coppa CERS si è disputata il 30 aprile 2017 presso il PalaBarsacchi di Viareggio, in Italia, tra i portoghesi del Barcelos e gli italiani del CGC Viareggio.
Essa è stata vinta dal Barcelos, al terzo successo nella competizione, con il risultato di 4 a 2.  

## Le squadre
| Squadre       | Partecipazioni precedenti (il grassetto indica la vittoria) |
| ------------- | ----------------------------------------------------------- |
| Barcelos      | 1995, 1999, 2016                                            |
| CGC Viareggio | Nessuna                                                     |

## Tabellino
| Arbitri: | F. Garcia O. Valverde |

|                                                                      |           |                                     |
| J. Guimareas 15'51" H. Costa 29'10" R. Sousa 40'56" M. Vieira 49'15" | Marcatori | 4'48" X. Costa 41'43" M. Bertolucci |